# 財政首脳会議
財政首脳会議（ざいせいしゅのうかいぎ）とは、2000年7月に第2次森内閣で設置された政府予算の基本方針を審議する会議であるが、現在は廃止されている。

## 概要
2001年1月の省庁再編を控え、再編と同時に内閣府に設置される経済財政諮問会議で政府の予算編成の基本方針を審議することが決定していた。しかし、政府の予算編成は一般的に前年の夏に始まり、年末には予算案が完成していなくてはならない。つまり、2001年度予算は2000年夏に作成が始まるため、経済財政諮問会議の設置を待つと予算案作成が遅れてしまうため、「経済財政諮問会議設置までのつなぎ」として、当会議が設置された。
その後、当会議と経済財政諮問会議を並存させる案が出されるが、反発を受けて、撤回された。そして、2001年1月経済財政諮問会議設置後、廃止された。
一説によると、当会議が設置されたのは経済財政諮問会議設置で予算編成権を内閣府に奪われそうになった大蔵省が与党の幹部を巻き込んで、「政治と官僚」の力で経済財政諮問会議を骨抜きにしようとしたためと言われる。
そのため、経済財政諮問会議では民間有識者の参加が予定されていたが、当会議には民間有識者はいない。

### 構成員
- 内閣総理大臣
- 内閣官房長官
- 大蔵大臣
- 自治大臣
- 経済企画庁長官
- 自由民主党幹事長
- 自由民主党政務調査会長
- 公明党幹事長
- 公明党政務調査会長
- 保守党幹事長
- 保守党政務調査会長